# 大雷梅泰亞鄉
45°47′N 21°23′E / 45.783°N 21.383°E
大雷梅泰亞鄉（羅馬尼亞語：Comuna Remetea Mare, Timiș），是羅馬尼亞的鄉份，位於該國西部，由蒂米什縣負責管轄，面積56平方公里，海拔高度104米，2002年人口2,148，人口密度每平方公里38人。